# Alexander Walewski
Alexander Walewski, född 4 maj 1810 i Walewice utanför Warszawa, död 27 september 1868 i Strasbourg, son till Napoleon I och hans älskarinna den polska grevinnan Maria Walewska.

## Uppväxt
Han blev föräldralös som sjuåring och sändes till sin morfar i Polen. Som 14-åring vägrade han bli page och adjutant åt Konstantin Pavlovitj, den ryske tsarens bror och överbefälhavare för den ockuperande ryska armén i Polen och flydde till Paris via London. De franska myndigheterna vägrade på grund av hans påbrå att utlämna honom till Ryssland. Vid utbrottet av det polska Novemberupproret 1830–31 mot det ockuperande Ryssland, återvände han till Polen för att bli personlig adjutant åt överbefälhavaren i den polska generalstaben.
Efter upprorets fall flydde Alexander på nytt till Frankrike där han erhöll franskt medborgarskap och 1831–1838 tjänstgjorde i den franska armén, bl.a. som kapten i Främlingslegionen och Chasseurs d'Afrique i Algeriet. Därefter försörjde han sig som pjäsförfattare, journalist och politisk publicist varpå han engagerade sig i den franska politiken. Från 1840 anförtroddes han flera diplomatiska uppdrag till både Europa, Mellanöstern och Sydamerika.

## Karriären får fart under Napoleon III
Hans karriär gynnas oerhört av släktingen Napoleon III:s makttillträde 1849 som lät sin polske kusin anta hertigtitel. Efter sejourer som först Republiken Frankrikes ambassadör i Toscana (1849), Spanien (1850) och Storbritannien (1851–), där han lyckades få fram ett omedelbart erkännande av Frankrikes utropande till kejsardöme hos drottning Victoria, blev han talman i det franska parlamentet. Han karriär kröntes med posten som kejserlig fransk utrikesminister 1855–60 under Napoleon III:s regeringstid. Som fransk utrikesminister var han ordförande i fredskonferensen efter Krimkriget och signerade i Frankrikes namn fredsavtalet med Ryssland. Han föll dock i onåd när han motsatte sig Napoleon III:s äventyrliga inblandning i krisen i Italien 1859, vilken ledde till krig med Österrike, och avgick därför som utrikesminister. Han utsågs då till kulturminister, en post han innehade 1860-63, varpå han drog sig tillbaka från politiken.
År 1866 fick han hederslegionen för sina tjänster för Frankrike. Han engagerade sig i juridiska frågor och lade bland annat fram ett projekt för copyright för författare. År 1868 invaldes han i L'Académie des Beaux-Arts. Samma år dog han under av slaganfall under en resa i Strasbourg.
Walewski begravdes på Père Lachaisekyrkogården i Paris.
Alexander Walewski var gift två gånger, den andra gången med Marie-Anne Walewska, och fick sex barn. Hans ättlingar lever ännu idag.

## Utmärkelser
- Virtuti Militari
- Storkors av Hederslegionen
- Obefläckade avlelsens orden
- Januariusorden
- Storofficer av Meschidie-orden
- Riddare av Sankt Alexander Nevskij-orden
- Guldkors av Virtuti Militari
- Annunziataorden
- Frälsarens orden
- Sankt Stefansorden
- Kungliga Serafimerorden
- Svarta örns orden
- Sankt Alexander Nevskij-orden
- Andreasorden
- Sankt Hubertusorden
- Storkors av Toskanska Sankt Josefsorden
- Kommendör av Hederslegionen
- Storofficer av Hederslegionen
- Dannebrogorden

[Redigera Wikidata]